# Motanul încălțat (film din 2011)
Motanul încălțat (engleză Puss in Boots), este un film animat pe calculator produs de DreamWorks Animation și distribuit de Paramount Pictures, regizat de Chris Miller (care a regizat Shrek al Treilea în 2007), produs executiv de Guillermo del Toro (Splice, Blade II, Pan's Labyrinth), în rolurile principale cu Antonio Banderas și Salma Hayek, scris de Tom Wheeler. A fost lansat în cinematografe pe 4 noiembrie 2011 în 3D și IMAX3D.
Filmul se bazează și urmează personajul Shrek și aventurile sale înainte de prima sa apariție în Shrek 2 din 2004. Premiera românească a avut loc pe 2 decembrie 2011, în 3D, varianta subtitrată, și în IMAX 3D, varianta subtitrată, fiind distribuit de Ro Image 2000.

## Poveste
Cu mult timp înainte de a-l întâlni pe Shrek, faimosul luptător, amorez și proscris, Motanul Încălțat (Antonio Banderas), devine un adevărat erou cînd pornește în aventură alături de Pisi-Lăbuțe Pufoase (Salma Hayek) și Hopa Alexandru Mitică (Zach Galifianakis), pentru a-și salva orașul. Dar misiunea lui e îngreunată de fioroșii nelegiuți Jack și Jill (Billy Bob Thornton și Amy Sedaris) , care fac tot ce le stă în puteri ca să zădărnicească planul eroilor noștri. Aceasta e povesta adevărată a Motanului, a Mitului, a Legendei, și, bineînțeles a Botinelor!

## Distribuție
- Antonio Banderas ca Motanul Încălțat, personajul principal al filmului.
- Salma Hayek ca Pisi Pernuțe Moi. Este o pisică albă cu negru care este și partenerul feminin al Motanului.
- Zach Galifianakis ca Hopa Alexandru Mitică. Humpty este creierul care intenționează recuperarea ouălor de aur de la un Gâscan unic.
- Billy Bob Thornton ca Jack
- Amy Sedaris
- Walt Dohrn ca Povestitor
- Zeus Mendoza ca Fermier
- Constance Marie ca Imelda
- Mircea Gheorghiu ca Motanul Încălțat (versiune română)[6]

## Producție
Filmul a fost în dezvoltare din 2004, când Shrek 2 a fost lansat. Producția filmului a început după lansarea din 2010 a Shrek Forever After. Banderas a spus într-un interviu la începutul anului 2010 că a terminat primele înregistrări pentru personajul său. Filmul este programat să fie lansat ca film 3D. Târziu în 2011, Guillermo del Toro, regizorul Hellboy și Pans Labyrinth, s-a angajat ca producator executiv.În afara Motanului filmul va avea personaje noi. 

## Marketing
Primul trailer al filmului a fost lansat pe 4 martie 2011 în fața la Rango. 

## Vezi și
- „Motanul încălțat” (basm)